# Erín Moure
Erin Mouré (aussi connue sous Erín Moure, Eirin Moure et Elisa Sampedrín) est poète, traductrice et essayiste (née le 17 avril 1955 à Calgary, en Alberta). Elle est une des poètes expérimentales les plus prolifiques et les plus influentes du Canada. Elle est également une traductrice active de la poésie galicienne, française, espagnole et portugaise en anglais.

## Biographie
Erín Moure a pour mère Mary Irene, née en Ukraine en 1929, et pour père William Moure, né à Ottawa en 1925, arrière-petit-fils du peintre canadien George Théodore Berthon. 
En 1975, Moure déménage à Vancouver, où elle étudie la philosophie à l'Université de la Colombie-Britannique. Un an plus tard, elle arrête ses études et trouve un emploi à VIA Rail Canada. Cela ne l'empêchera pas d'obtenir un doctorat honorifique en littérature à l'Université de Brandon. Elle commence alors à écrire de la poésie et apprend le français. Elle apprend le galicien au début du XXIe siècle afin de traduire la poésie de Chus Pato.  
« Ses premières œuvres sont plutôt conventionnelles, en comparaison aux plus récentes, qui ont fait sa renommée. Néanmoins, elle promeut des politiques radicales et emprunte une approche féministe qui met à l’avant-plan le désir lesbien. Ainsi, Erin Mouré s’intéresse beaucoup aux travailleurs dans ses premières années d’écriture, se servant de ses expériences en usine, dans les trains et dans les autres emplois qu’elle a occupés. » Plus tard, elle commence à expérimenter formellement plus tard dans sa carrière. Elle se rapprochera de la pensée poststructuraliste, des jeux de langue, ainsi qu'à la question des politiques de genre.   
Erin Mouré a travaillé aussi comme traductrice. Elle est connue pour son approche radicale de la traduction. Tandis que plusieurs traducteurs tentent de s'effacer pour laisser l'auteur original s'exprimer dans une nouvelle langue, Mouré choisit plutôt de mettre son style et sa personnalité en avant-plan. Elle va jusqu'à utilise son hétéronyme comme narratrice des poèmes traduits. « Les jeux d’orthographe d’Erin Mouré accompagnent souvent ses traductions les moins conventionnelles. Ils visent à attirer l’attention sur le caractère instable de la langue et du sens, et symbolisent sa conception de l’identité comme multiple et fluide. »  
Elle a gagné plusieurs prix en tant qu'autrice et traductrice, dont le Prix Pat Lowther Memorial (1985), le Prix du Gouverneur général (1988), le Prix A.-M. Klein pour la poésie (2005), et plusieurs autres.  
Récemment, elle traduit La vie radieuse de Chantal Neveu (The Radiant Life) qui se mérite le Prix du gouverneur général : traduction du français vers l'anglais (2021).   
Elle vit aujourd'hui à Montréal, au Canada.

## Œuvres

### Poésie
- Empire, York Street, Toronto, House of Anansi Press, 1979, 91 p.  (ISBN 9780887840722)
- The Whisky Vigil, Madeira Park, Harbour Publishing, 1981, 32 p.  (ISBN 9780920080252)
- Wanted Alive, Toronto, House of Anansi Press, 1983, 111 p.  (ISBN 9780887840975)
- Domestic Fuel, Toronto, House of Anansi Press, 1985, 108 p.  (ISBN 9780887841439)
- Furious, Toronto, House of Anansi Press, 1988, 101 p.  (ISBN 9780887841576)
- WSW, Montreal, Véhicule Press, 1989, 118 p.  (ISBN 9781550650006)
- Sheepish Beauty, Civilian Love, Montreal, Véhicule Press, 1992, 133 p.  (ISBN 9781550650280)
- The Green Word: Selected Poems: 1973–1992, Toronto, Oxford University Press, 1994, 92 p.  (ISBN 9780195410778)
- Search Procedures, Toronto, House of Anansi Press, 1996, 145 p.  (ISBN 9780887845758)
- A Frame of the Book, Toronto, House of Anansi Press, 1999, 127 p.  (ISBN 9780887846328)
- Pillage Laud, Montreal, Moveable Type Books, 1999, 99 p.  (ISBN 9780968490815)
- O Cidadán, Toronto, House of Anansi Press, 2002, 142 p.  (ISBN 9780887846748)
- Little Theatres, Toronto, House of Anansi Press, 2005, 95 p.  (ISBN 9780887847288) trad. Daniel Canty, Petits théâtres, Montréal, Éditions du Noroit, 2013, 115 p.  (ISBN 9782890188167)
- O Cadoiro, Toronto, House of Anansi Press, 2007, 135 p.  (ISBN 9780887847578)
- Expeditions of a Chimæra (collaboration avec Oana Avasilichioaei), Toronto, BookThug Press, 2009, 89 p.  (ISBN 9781897388471)
- O Resplandor, Toronto, House of Anansi Press, 2010, 145 p.  (ISBN 9780887848148)
- The Unmemntioable, Toronto, House of Anansi Press, 2012, 121 p.  (ISBN 9781770890046)
- Insecession, Toronto, BookThug Press, 2014, 175 p.  (ISBN 9781771660341)
- Kapusta, Toronto, House of Anansi Press, 2015, 123 p.  (ISBN 9781770894815)
- Sitting Shiva on Minto Avenue, by Toots, Vancouver, New Star Books, 2017, 141 p.  (ISBN 9781554201419) trad. Colette St-Hilaire: Toots fait la Shiva, avenue Minto, Montérla, Éditions Le Noroit, 2021, p. 150.  (ISBN 9782897662578)

- The Elements, Toronto, House of Anansi Press, 2019, 106 p.  (ISBN 9781487003722)

### Essais et correspondance
- Two Women Talking: Correspondance 1985–1987(avec Bronwen Wallace), Ottawa, Feminist Caucus of the League of Canadian Poets, 1993, 93 p.  (ISBN 9780969032779)
- My Beloved Wager : essays from a writing practice, Edmonton, NeWest Press, 2009, 349 p.  (ISBN 9781897126455)

### Traductions
- 2000 : Installations, traduction avec Robert Majzels du français de Installations de Nicole Brossard
- 2001 : Sheep's Vigil by a Fervent Person, traduction du portugais de O Guardador de Rebanhos de Fernando Pessoa / Alberto Caeiro
- 2003 : Museum of Bone and Water, traduction avec Robert Majzels du français de Musée de l'os et de l'eau de Nicole Brossard
- 2007 : Notebook of Roses and Civilization - 2007, traduction avec Robert Majzels du français de Cahier de roses & de civilisation de Nicole Brossard
- 2007 : Charenton, traduction du galicien de Charenton de Chus Pato
- 2008 : Quase Flanders, Quase Extremadura, traduction de l'espagnol d'extraits de la poésie d'Andrés Ajens
- 2009 : m-Talá, traduction du galicien de m-Talá de Chus Pato
- 2011 : Hordes of Writing, traduction du galicien de Hordas de escritura de Chus Pato
- 2011 : Just Like Her, traduction du français de Tout come elle de Louise Dupré
- 2013 : White Piano, traduction avec Robert Majzels du français de Piano blanc de Nicole Brossard
- 2013 : Galician Songs, traduction du galicien de Cantares Gallegos de Rosalia de Castro
- 2014 : Secession, traduction du galicien de Secesión de Chus Pato
- 2016 : Chair of Leviathan, traduction du galicien de Carne de Leviatán de Chus Pato
- 2016 : New Leaves, traduction du galicien de Follas Novas de Rosalia de Castro
- 2016 : My Dinosaur, traduction du français de Mon dinosaure de François Turcot
- 2020 : This Radiant Life, traduction du français de La vie radieuse de Chantal Neveu

## Prix et honneurs
- 1979 : Nommée pour le Prix littéraires du Gouverneur général : poésie de l'angue anglaise (pour Empire, York Street)[2]
- 1982 : Lauréate du National Magazine Award[2]
- 1985 : Prix commémoratif Pat Lowther (pour Domestic Fuel)[2]
- 1988 : Prix littéraires du Gouverneur général : poésie de l'angue anglaise (pour Furious)[2]
- 1989 : Nommée pour le Prix commémoratif Pat Lowther (pour Furious)
- 1989 : Prix A.-M. Klein pour la poésie (pour WSW)[2]
- 1990 : Prix QSPELL (pour WSW)[2]
- 1994 : Finaliste du Prix QSPELL (pour The Green Word : Selected Poems)[2]
- 1996 : Nommée pour le Prix littéraires du Gouverneur général : poésie de langue anglaise (pour Search Procedures)[2]
- 1996 : Finaliste du Prix QSPELL (pour Search Procedures)[2]
- 1999 : Finaliste du Prix QSPELL (pour A Frame of the Book)[2]
- 2002 : Nommée pour le Prix littéraires du Gouverneur général : poésie de langue anglaise (pour O Cidadán)[2]
- 2002 : Finaliste du Griffin Poetry Prize (pour O Cidadán)[2]
- 2002 : Nommée pour le Toronto Books Award (pour O Cidadán)[2]
- 2005 : Prix A.-M. Klein pour la poésie (pour Little Theatres)[2]
- 2005 : Prix commémoratif Par Lowther (pour Little Theatres)
- 2005 : Nommée pour le Prix littéraires du Gouverneur général : poésie de langue anglaise (pour Little Theatres)[2]
- 2006 : Finaliste pour le Griffin Poetry Prize (pour Little Theatres)[8]
- 2007 : Nommée pour le Prix A.-M. Klein (pour O Cadoiro)[2]
- 2010 : Nommée pour le Prix A.-M. Klein (pour O Resplandor)[2]
- 2021 : Prix du Gouverneur général : traduction du français vers l'anglais (pour La vie radieuse de Chantal Neveu)[9],[2]